# No Angel
No Angel je prvi album britanske pjevačice Dido. Originalno je objavljen 1999. godine, a masovnu popularnost ostvario je 2001., i prema nekim
tvrdnjama na službenoj stranici pjevačice, dostigao brojku od 12 milijuna prodanih albuma širom svijeta. Izdavačka kuća je američka "Cheeky" ("Arista Records"), a album uglavnom sadrži pjesme pop i alternativnog rock izričaja.

## Uspjeh u svijetu
Uspjeh albuma "No Angel" dijelom se može zahvaliti Eminemovom samplovanju pjesme "Thank You" za njegovu pjesmu "Stan" s "The Marshall Mathers LP" albuma, objavljenog 2000. Dido je sudjelovala i u spotu "Stan". "No Angel" je dostigao masovnu slušanost nakon prvog singla "Here with Me", koji je izabran kao uvodna tema za znanstvenofantastičnu teen seriju "Roswell". Album je 1999. objavljen u SAD-u, a 2001. u ostatku svijeta. "No Angel" je ušao među "top 10" albuma u Velikoj Britaniji, a mjesec kasnije je dostigao i vrh ljestvice. Prva inačica albuma je bila u obliku specijalne edicije, koja je uključivala spotove "Here With Me" i "Thank You."
"Here With Me" je bio prvi singl s ovog albuma, objavljen 5. veljače 2001. godine, a slijedio ga je "Thank You", objavljen 21. svibnja 2001. te je ostvario ogroman uspjeh u svijetu kao radio hit, velikim dijelom zbog pjesme "Stan". Spot za "Thank You" dostigao je veliku gledanost na nekim od matičnih američkih glazbenih televizija,
kao što su MTV i VH1.
Treći singl, "Hunter", ušao je među najboljih 20 singlova u svijetu i Velikoj Britaniji, dok je u Portugalu i Grčkoj čak i bolje prošao. Posljednji, četvrti singl s albuma bila je pjesma "All You Want", koja nije ostvarila veći komercijalni uspjeh.
No Angel je postao najprodavaniji album 2001. u Velikoj Britaniji, bio je na drugom mjestu po prodavanosti u Australiji, a visoka mjesta je zauzeo i u SAD-u t Kanadi. Album je postao platinast u trideset i pet zemalja te je prodan u gotovo 15 milijuna primjeraka. Ovaj album je Dido donio mnogo nagrada, među kojima su najznačajnije MTV-jeva nagrada za Najboljeg novog izvođača (2001.) i BRIT nagrade za najbolji album i najboljeg ženskog izvođača (2002.)

## Pjesme s albuma
1. "Here with Me" (Dido Armstrong, Pascal Gabriel, Paul Statham) – 4:14
2. "Hunter" (D. Armstrong, Rollo Armstrong) – 3:57
3. "Don't Think of Me" (D. Armstrong, R. Armstrong, Paul Herman, Pauline Taylor) – 4:32
4. "My Lover's Gone" (D. Armstrong, Jamie Catto) – 4:27
5. "All You Want" (D. Armstrong, R. Armstrong, Herman) – 3:53
6. "Thank You" (D. Armstrong, Herman) – 3:37
7. "Honestly OK" (D. Armstrong, R. Armstrong, Matt Benbrook) – 4:37
8. "Slide" (D. Armstrong, Herman) – 4:53
9. "Isobel" (D. Armstrong, R. Armstrong) – 3:54
10. "I'm No Angel" (D. Armstrong, Gabriel, Statham) – 3:55
11. "My Life" (D. Armstrong, R. Armstrong, Mark Bates) – 3:09
12. "Take My Hand" (D. Armstrong, Richard Dekkard) – 6:42

## Singlovi
| Pjesma         | Objavljeno         | Pozicija     |
| -------------- | ------------------ | ------------ |
| "Here with Me" | 5. veljače 2001.   | #4 (VB)      |
| "Thank You"    | 21. svibnja 2001.  | #3 (VB, SAD) |
| "Hunter"       | 10. rujna 2001.    | #17 (VB)     |
| "All You Want" | 10. prosinca 2001. | —            |

## Dodatno
Prvu verzija pjesme "My Lover's Gone" je Dido napravila s dance grupom Faithless, u pjesmi "Postcards" (s njihovog albuma "Sunday 8PM" iz 1998.) Refren je uglavnom prepjevan, no riječi su ipak malo drugačije od prvotne verzije "My Love Has Gone."

## Vanjske poveznice
- Top 40 Charts - Dido  Arhivirana inačica izvorne stranice od 4. ožujka 2016. (Wayback Machine)
- ARIA 2001 album charts